# Прыжки с трамплина на чемпионате мира по лыжным видам спорта 2019 — нормальный трамплин (женщины, команды)
Командные соревнования по прыжкам с нормального трамплина (HS109) среди женщин на чемпионате мира по лыжным видам спорта 2019 года в австрийском Зефельде прошли 26 февраля. 

## Медалисты
| Золото                                                                      | Серебро                                                                                  | Бронза                                                                             |
| Германия · Юлиане Зайфарт · Рамона Штрауб · Карина Фогт · Катарина Альтхаус | Австрия · Ева Пинкельниг · Жаклин Зайфридсбергер · Кьяра Хёльцль · Даниэла Ирашко-Штольц | Норвегия · Анна Удине Стрём · Ингебьёрг Саглин Бротен · Силье Опсет · Марен Лундбю |

## Результаты

### Финал
| Место | Номер | Страна                                                                                   | Попытка 1             | Попытка 1                     | Попытка 1 | Попытка 2                     | Попытка 2                     | Попытка 2                     | Всего                         |
| Место | Номер | Страна                                                                                   | Дистанция (м)         | Очки                          | Место     | Дистанция (м)                 | Очки                          | Место                         | Очки                          |
| ----- | ----- | ---------------------------------------------------------------------------------------- | --------------------- | ----------------------------- | --------- | ----------------------------- | ----------------------------- | ----------------------------- | ----------------------------- |
| 1     | 11    | Германия · Юлиане Зайфарт · Рамона Штрауб · Карина Фогт · Катарина Альтхаус              | 98.0 106.0 99.0 104.5 | 477.1 107.7 128.1 111.4 129.9 | 1         | 95.0 100.0 92.5 99.5          | 421.8 105.3 116.1 91.9 108.5  | 1                             | 898.9                         |
| 2     | 9     | Австрия · Ева Пинкельниг · Жаклин Зайфридсбергер · Кьяра Хёльцль · Даниэла Ирашко-Штольц | 99.5 92.5 99.0 104.5  | 459.9 116.2 98.9 114.2 130.6  | 3         | 99.5 96.0 96.5                | 420.4 112.4 106.9 102.4 98.7  | 2                             | 880.3                         |
| 3     | 10    | Норвегия · Анна Удине Стрём · Ингебьёрг Саглин Бротен · Силье Опсет · Марен Лундбю       | 97.5 96.0 97.5 108.0  | 466.9 114.5 99.7 116.8 135.9  | 2         | 97.0 90.0 94.5 100.5          | 410.0 108.6 91.0 103.3 107.1  | 3                             | 876.9                         |
| 4     | 7     | Словения · Шпела Рогель · Ернея Брецль · Ника Крижнар · Урша Богатай                     | 89.0 96.5 95.5 101.0  | 431.3 99.1 101.4 109.5 121.3  | 4         | 97.5 94.0 91.0 99.5           | 396.8 99.4 96.1 94.4 106.9    | 5                             | 828.1                         |
| 5     | 6     | Россия · Анна Шпынева · Александра Кустова · Лидия Яковлева · Софья Тихонова             | 87.5 93.0 97.0 104.0  | 420.8 95.9 97.9 104.9 122.1   | 5         | 102.5 92.5 91.0 98.5          | 399.5 109.8 94.0 93.9 101.8   | 4                             | 820.3                         |
| 6     | 8     | Япония · Юки Ито · Каори Ивабути · Нодзоми Маруяма · Сара Таканаси                       | 92.0 88.0 96.0 101.0  | 418.6 103.9 87.5 108.4 118.8  | 6         | 104.5 88.0 92.5 93.5          | 387.5 117.4 83.0 94.4 92.7    | 6                             | 806.1                         |
| 7     | 4     | Франция · Леа Лемар · Жозефин Панье · Океан Авока Гро · Люсиль Мора                      | 88.0 91.5 87.5 96.5   | 372.4 88.4 99.7 84.6 99.7     | 7         | 90.5 95.5 85.0 88.0           | 345.7 86.6 99.7 78.8 80.6     | 7                             | 718.1                         |
| 8     | 5     | Италия · Елена Рунггальдьер · Вероника Джанмоэна · Джада Томазелли · Лара Мальсинер      | 93.5 87.0 78.5 97.5   | 358.4 98.9 82.9 67.2 109.4    | 8         | 97.5 81.0 76.0 100.0          | 332.1 100.6 72.1 57.6 101.8   | 8                             | 690.5                         |
| 9     | 2     | Чехия · Марта Кршепелкова · Штепанка Птачкова · Каролина Индрачкова · Зденка Пешатова    | 75.0 83.5 87.0 90.5   | 326.6 68.9 84.7 86.0 87.0     | 9         | Не прошли в финальную попытку | Не прошли в финальную попытку | Не прошли в финальную попытку | Не прошли в финальную попытку |
| 10    | 3     | США · Логан Сэнки · Нина Лусси · Тара Герати-Моутс · Нита Ингланд                        | 72.0 75.5 78.5 93.0   | 291.6 61.2 67.4 66.4 96.6     | 10        | Не прошли в финальную попытку | Не прошли в финальную попытку | Не прошли в финальную попытку | Не прошли в финальную попытку |
| 11    | 1     | Казахстан · Валентина Сдержикова · Даяна Пеха · Вероника Шишкина · Алина Тухтаева        | 70.5 63.5 80.5 65.0   | 207.8 59.8 39.1 76.5 87.0     | 11        | Не прошли в финальную попытку | Не прошли в финальную попытку | Не прошли в финальную попытку | Не прошли в финальную попытку |